# Antananarivo (província)
Antananarivo é uma província de Madagáscar. Sua capital é a cidade de Antananarivo.
Antananarivo faz divisa com as províncias de Mahajanga, ao norte, Toamasina, a leste, Fianarantsoa, ao sul e Toliara a oeste.

## Regiões
| Nome           | Capital         |
| Analamanga     | Antananarivo    |
| Bongolava      | Tsiroanomandidy |
| Itasy          | Miarinarivo     |
| Vakinankaratra | Antsirabe       |